# Sen kresne noči
Sen kresne noči je gledališka igra Williama Shakespearea, nastala okrog leta 1595. Namenjena je bila praznovanju porok dveh dvorjank iz plemiških družin, ki sta podpirali njegovo gledališko skupino. 

## Vsebina
Vsebina igre je mitološka in pravljična:
Atenski vojvoda Tezej se pripravlja na svatbo s kraljico Amazonk Hipolito. Atenski rokodelci v počastitev poroke pripravljajo uprizoritev žaloigre o Piramu in Tisbi. Da bi v miru vadili, se odpravijo v gozd blizu mesta. V tem pripeljejo pred Tezeja Hermijo, dekle, ki se noče pokoriti očetovi volji in zavrača snubca Demetrija, saj je srečno zaljubljena v njegovega prijatelja Lisandro. Vojvoda razsodi v skladu s strogim atenskim zakonom: Hermija naj uboga očeta, sicer bo obsojena na smrt ali pa večno devištvo v samostanu. Mladenka se z ljubimcem Lisandrom odloči za beg iz Aten. Demetrij, ki ga je Hermijina lepota popolnoma prevzela in je zaradi nje zapustil vdano Heleno, jima sledi. Helena se obupana napoti za njim. Tako se oba para na kresno noč znajdeta v istem gozdu kot že prej mojstri rokodelci. Tam pa gospodarita vilinski kralj Oberon in kraljica Titanija s svojimi vilami in palčki. V kraljevski družini vlada prepir: Oberon je besen na Titanijo, ker mu noče prepustiti dečka vilinčka iz svojega spremstva. Svojemu pribočniku škratu Robinu naroči, naj ji v spanju kane na veke sok čarobne zeli. Ko se bo prebudila, se bo noro zaljubila v prvega, ki ji bo prišel pred oči. Oberonu se smilijo onemogli zaljubljenci, ki so v gozdu zaspali, in naroči Škratu (v originalu Puck, v starejšem Župančičevem prevodu Spak), naj spotoma s čarobnim sokom razreši še njihove težave. Demetriju naj kane v oči nekaj kapljic. Prva, ki jo bo ugledal, bo gotovo Helena in vzroka za nesrečo ne bo več. K vragolijam nagnjeni Škrat najprej opravi s Titanijo. Da bi zadevo oplemenitil, pričara najbolj zagovedenemu med amaterskimi gledališčniki, tkalcu Klopčiču (v izvirniku Bottom; to bi lahko prevedli z besedo Poden), oslovsko glavo. Titanija se prebudi, ugleda dolgouhega mojstra in se vanj noro zaljubi. Škrat naleti na spečega Lisandra. Zaradi atenske noše ga zamenja za Demetrija in mu kane na veke čarobni sok. Lisander se prebudi in ob pogledu na Heleno pozabi na Hermijo. Ko se Škrat zave svoje napake, obdela s čarobnim sokom še spečega Demetrija. Tudi on se ob prebujenju zagleda v prej zaničevano Heleno in si je nezadržno zaželi. Štirje zaljubljenci se soočijo v absurdnem prizoru: noben več ne razume nobenega. 
Oberon zaloti Titanijo, obnorelo od strasti do Klopčiča z oslovsko glavo. Z lahkoto doseže, da mu prepusti dečka, za katerega se je prej neuspešno potegoval. Zdaj bo učinek čarobne zeli lahko uničen. S pomočjo drugega zelišča Škrat vse razen Demetrija vrne v prvotno stanje. Zaljubljenci in rokodelci se odpravijo na knežjo svatbo v Atene. Demetrij se je vrnil k Heleni in Hermiji oče dovoli poroko z Lisandrom. Rokodelci uprizorijo pokvečeno predstavo o Piramu in Tisbi, ta pa zaradi njihove robatosti izzveni neznansko smešno. Sen kresne noči se konča z Oberonovim blagoslovom poročnih ležišč vseh parov in s Škratovim nasvetom, naj gledalci vsega skupaj ne jemljejo preveč resno, saj pripadajo pravljična bitja sanjskemu svetu.
Shakespearova igra je eden prvih novoveških izletov v nenadzorovani svet človekovih nezavednih želja. Dramatik je črpal iz starejših virov: Oberon in Titanija nastopata v eni od Chaucerjevih Pripovedk iz Canterburyja, preobrazba človeka v žival pa je pogosta tema v Ovidovih Metamorfozah, v njih pa lahko najdemo tudi zgodbo o Piramu in Tisbi. Tradicija praznovanja kresne noči sega v sivo davnino do keltskih žrtvenih obredov in germanskega čaščenja drevesnih duhov, s katerimi so naši indoevropski predniki zaklinjali življenjsko silo in rodovitnost zemlje. Po izteku razsvetljenskega obdobja je romantične umetnike vedno bolj privlačil barviti in strastni svet Shakespearovih dram. Prevodi so se razširili po vsej Evropi.